# La Bouillie
La Bouillie (tiếng Breton: Ar Vezvid, Gallo: Labólhi) là một xã của tỉnh Côtes-d'Armor, thuộc vùng Bretagne, tây bắc Pháp.

## Dân số
Người dân ở La Bouillie được gọi là Lambolliens.